# سیارک ۱۵۳۷۰
سیارک ۱۵۳۷۰ (به انگلیسی: 15370 Kanchi، نامگذاری:1996NW) پانزده هزار و سیصد و هفتادمین سیارک کشف شده‌است که در ۱۵ ژوئیه ۱۹۹۶ کشف شد.
قدر مطلق سیارک برابر ۱۴٫۷۰ است.